# Шарп, Патрик
Па́трик Шарп (англ. Patrick Sharp; род. 27 декабря 1981, Виннипег) — канадский хоккеист, крайний нападающий. Трёхкратный обладатель Кубка Стэнли в составе «Чикаго Блэкхокс» (2010, 2013, 2015), Олимпийский чемпион 2014 и серебряный призёр чемпионата мира по хоккею 2008. После завершения карьеры игрока работает хоккейным аналитиком на каналах NBC и NBCSN.

## Клубная карьера
В юности провёл два сезона (1998/99, 1999/2000) в United States Hockey League за «Тандер-Бей Флайерс», затем два сезона (2000/01, 2001/02) в первенстве NCAA за «Вермонт Катамаунтс» — команду Вермонтского университета. В 2001 году был выбран на драфте НХЛ клубом «Филадельфия Флайерз» под 95-м номером. В сезонах 2002/03 и 2003/04 выступал как в НХЛ за «Филадельфию», так и в АХЛ за фарм-клуб «лётчиков» — «Филадельфия Фантомс». В сезоне 2004/05, когда в НХЛ был локаут, Шарп выступал в АХЛ за «Фантомс» и стал в составе этой команды обладателем Кубка Колдера.
Сезон 2005/2006 Шарп начал в составе «Флайерз», но по ходу регулярного чемпионата был отдан в «Чикаго Блэкхокс» в обмен на Мэтта Эллисона и право выбора в третьем раунде драфта 2006 года. В 2010, 2013 и в 2015 годах Шарп в составе «Чикаго» стал обладателем Кубка Стэнли. В 2011 году принял участие в матче всех звёзд и был признан его самым ценным игроком. 10 июля 2015 года руководство «Блэкхокс» обменяло Шарпа в «Даллас Старз».

## Международная карьера
В составе сборной Канады стал серебряным призёром чемпионата мира 2008 года и олимпийским чемпионом 2014 года.

## Достижения

### Командные
- Обладатель Кубка Колдера: 2005
- Обладатель Кубка Стэнли: 2010, 2013, 2015
- Олимпийский чемпион: 2014

### Личные
- Участник матча всех звёзд НХЛ: 2011

## Статистика
| Легенда | Легенда                    | Легенда | Легенда                   | Легенда | Легенда    |
| ------- | -------------------------- | ------- | ------------------------- | ------- | ---------- |
| И       | Количество проведённых игр | Штр     | Штрафное время            | +/−     | Плюс-минус |
| Г       | Голы                       | П       | Голевые передачи          | О       | Очки       |
| -       | Статистика неизвестна      | —       | Статистика не учитывалась |         |            |